# Neoniphon aurolineatus
Neoniphon aurolineatus là một loài cá biển thuộc chi Neoniphon trong họ Cá sơn đá. Loài này được mô tả lần đầu tiên vào năm 1839.

## Từ nguyên
Tính từ định danh aurolineatus được ghép bởi hai âm tiết trong tiếng Latinh: aureus ("ánh vàng") và lineatus ("có sọc"), hàm ý đề cập đến các sọc vàng trên thân của loài cá này.

## Phạm vi phân bố và môi trường sống
N. aurolineatus có phân bố không liên tục ở khu vực Ấn Độ Dương - Thái Bình Dương. Từ quần đảo Mascarene và Comoros, N. aurolineatus được phân bố trải dài về phía đông đến quần đảo Hawaii và quần đảo Marquises, ngược lên phía bắc đến Nam Nhật Bản (gồm cả quần đảo Ogasawara), xa về phía nam đến rạn san hô Great Barrier.
N. aurolineatus sống tập trung ở đới sườn dốc của rạn san hô viền bờ, độ sâu khoảng 30–188 m (hiếm thấy ở độ sâu nông hơn 40 m).

## Mô tả
Chiều dài cơ thể lớn nhất được ghi nhận ở N. aurolineatus là 25 cm. Thân màu hồng ánh bạc với các hàng sọc vàng dọc hai bên lườn. Hai màng gai vây lưng phía đầu có màu đỏ cam (còn lại trắng), các màng còn lại màu đỏ pha vàng; các gai màu trắng. Vây hậu môn trắng muốt ở các tia trước. Vây đuôi đỏ ở hai thùy. Đỉnh đầu có vạch màu đỏ cam, băng xuống nắp mang.
Số gai ở vây lưng: 11; Số tia vây ở vây lưng: 12–14; Số gai ở vây hậu môn: 4; Số tia vây ở vây hậu môn: 8–9; Số tia vây ở vây ngực: 13–15; Số vảy đường bên: 42–47.

## Sinh thái học
Thức ăn của N. aurolineatus chủ yếu là các loài động vật giáp xác, thường sống đơn độc hoặc hợp thành từng nhóm nhỏ.

## Thương mại
Do sống ở vùng nước sâu nên N. aurolineatus không được biết đến trong ngành ngư nghiệp.